# Glycosmis motuoensis
Glycosmis motuoensis là một loài thực vật có hoa trong họ Cửu lý hương. Loài này được D.D.Tao mô tả khoa học đầu tiên năm 1984.